# Надырбабаева, Она
Она (Анаопа) Надырбабаева — советский хозяйственный, государственный и политический деятель.

## Биография
Родилась в 1903 году на территории современного Джабборрасуловского района Таджикистана. Член ВКП(б), узбечка, неграмотная.
С 1930 года — на хозяйственной, общественной и политической работе. В 1930—1962 гг. — вступила в ТОЗ, звеньевая, заместитель председателя колхоза, во время Великой Отечественной войны глава колхозной артели, председатель колхоза «Кизил Аскар» Пролетарского района Таджикской ССР, председатель кишлачного совета в Сталинабадской области.
Избиралась депутатом Верховного Совета СССР 1-го, 2-го, 3-го, 4-го созывов.